# C. Jérôme
Pour les articles homonymes, voir Jerome et Dhôtel.
C. Jérôme, né Claude Noël Gérard Dhôtel le 21 décembre 1946 à Paris 12e et mort le 14 mars 2000 à Paris 14e, est un chanteur français, notamment connu pour les titres Kiss Me (1972), Himalaya (1972), C'est moi (1974), Cindy (1976) et Et tu danses avec lui (1985).

## Biographie

### Enfance et débuts
Élevé par ses grands-parents, C. Jérome grandit à Champenoux, un village de Meurthe-et-Moselle près de Nancy. À 16 ans, vendeur de chaussures, il joue dans Les Storms, un groupe de rock'n'roll, sous le pseudonyme de Tony Parker. Il tente ensuite sa chance à Paris, et fréquente le Golf-Drouot ou encore La Locomotive afin d'y rencontrer des personnalités du milieu musical. Il se lie ainsi à Jean Albertini, qui devient son producteur.

### Carrière musicale
En 1967, il enregistre Les Fiancés, son premier 45 tours, sous le pseudonyme C. Jérôme. Après ce premier 45 tours sans succès, il se fait connaître avec Le Petit Chaperon rouge est mort, interprété lors de l'émission Salut les copains sur Europe 1, et Quand la mer se retire.
En 1972, son premier gros succès, Kiss Me, devient numéro un en France mais aussi no 3 en Autriche, no 4 en Belgique, no 5 en Suisse et no 47 en Allemagne, et s'écoule à plus d'un million d'exemplaires.
En 1974, sa chanson C'est moi est un immense succès, l'inscrivant dans la mémoire collective.
Il chante ensuite d'autres tubes jusqu'en 1977 (Himalaya, Manhattan, La Petite Fille 73, Baby Boy, Cindy, Le Charme français, Rétro c'est trop...) et connaît un regain d'intérêt en 1985 avec Et tu danses avec lui (écrit par Didier Barbelivien), qui reste plus de six mois dans le Top 50, ainsi que Derniers Baisers en 1986, qui sera sa dernière chanson classée. En 1989, il participe à la chanson collective Liban. Au cours des années 1990, il créera Danielle s'en va, Les Manons de la nuit, Pardonne-moi, À pleins tubes, etc.

### Carrière à la radio et à la télévision
En 1995, C. Jérôme devient animateur sur Radio Monte-Carlo, où il présente chaque matin Les Années tubes avec Claire Cardell. Engagé par TF1, il présente tout au long de l'été 1996 une émission quotidienne, La Chanson trésor en compagnie d'Alexandra Bronkers. Il rejoint ensuite Michel Drucker dans Vivement dimanche, pour la présentation d'une rubrique-souvenir.

### Vie privée

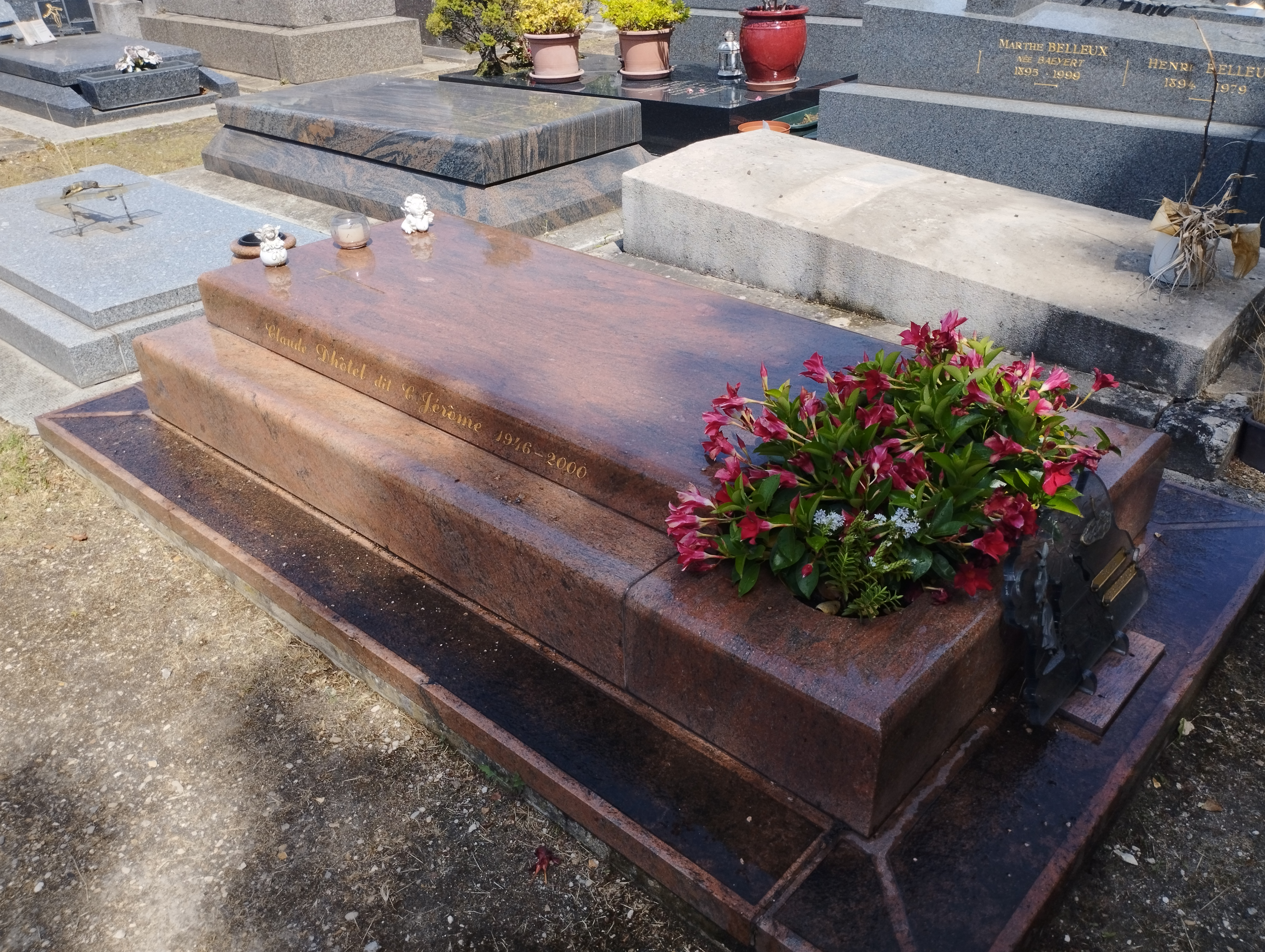
Tombe de C. Jérôme au cimetière ancien de Boulogne-Billancourt (division 4).

C. Jérôme se marie avec Annette. Ils sont les parents d'une fille prénommée Caroline, née en 1977, devenue professeure de chant.

### Mort
En août 1997, il est opéré d'une tumeur à l'abdomen qui se révèle cancéreuse. Après avoir pris le dessus sur sa maladie, C. Jérôme poursuit ses galas et enregistre de nouvelles chansons, mais le mal réapparaît fin 1999, et l'emporte : il meurt d'un cancer généralisé le 14 mars 2000, à l'âge de 53 ans. Il est inhumé au cimetière ancien de Boulogne-Billancourt, dans une tombe située dans la division 4 signalant discrètement son identité.
En 2003, sa veuve publie un livre intitulé C. Jérôme, c'est lui qui évoque sa carrière et son combat contre la maladie.

## Distinctions
- Chevalier de l'ordre national du Mérite[11].
- Chevalier de l'ordre des Arts et des Lettres.

## Ouvrage biographique
- Annette Dhôtel C.Jérôme c'est lui. Paris : Editions Michel Lafon, 2003, 260 p.  (ISBN 978-2-840-98935-6)